# Gap Band V: Jammin'
Gap Band V- Jammin' é o sétimo álbum (ao contrário do que aparenta o título) da banda The Gap Band, lançado em  1983 pela  Total Experience Records. O álbum foi relançado em CD em 1997 pela Mercury Records. Em 2009 o álbum foi remasterizado pela PTG Records e incluiu a faixa "Party Train" (Special Dance Mix).
O álbum alcançou o número 2 na parada Top R&B/Hip-Hop Albums e número 28 na parada Pop Albums. Produziu os singles "Party Train" (#3 R&B) e "Jam the Motha'" (#16 R&B). Outras canções de menor sucesso incluem "Shake A Leg", "I'm Ready (If You're Ready)" (que foram ambas lançadas como remixes), e os singles lançados apenas no Reino Unido "Jammin' In America" e "Someday"
A faixa que encerra o álbum, "Someday" (uma versão da faixa de Donny Hathaway "Someday We'll All Be Free") e um remix do single "Shake A Leg" contam com backing vocais de Stevie Wonder.
Com exceção de "Party Train" e "Smile" (que foram co-produzidas pelo proprietário da gravadora, Lonnie Simmons), todo o restante do álbum foi produzido pelo irmão mais velho Ronnie Wilson. Até o momento, este é o último álbum do Gap Band com certificação ouro.

## Faixas
| #   | Título                                            | Compositor(es)                                               | Duração |
| --- | ------------------------------------------------- | ------------------------------------------------------------ | ------- |
| 1.  | Introduction - Where Are We Going? (Instrumental) | Oliver Scott                                                 | 1:35    |
| 2.  | Shake A Leg                                       | Charlie Wilson, Ronnie Wilson, Rudy Taylor                   | 3:58    |
| 3.  | I'm Ready (If You're Ready)                       | Charlie Wilson, Jimmy Hamilton, Maurice Hayes, Ronnie Wilson | 5:12    |
| 4.  | You're My Everything                              | Ronnie Wilson                                                | 4:13    |
| 5.  | Jammin' In America                                | Bernard Spears, Ronnie Wilson                                | 4:59    |
| 6.  | Smile                                             | Oliver Scott, Ronnie Wilson                                  | 3:02    |
| 7.  | Party Train                                       | Charlie Wilson, Lonnie Simmons, Ronnie Wilson, Rudy Taylor   | 5:45    |
| 8.  | Jam The Motha'                                    | Charlie Wilson, Robert Wilson, Rudy Taylor                   | 4:14    |
| 9.  | I Expect More                                     | Fred Jenkins, Kenny Rich, Ronnie Wilson                      | 3:54    |
| 10. | You're Something Special                          | Ronnie Wilson                                                | 5:20    |
| 11. | Someday (featuring Stevie Wonder)                 | Billy Young, Ronnie Wilson                                   | 4:34    |
| 12. | Party Train [Special Dance Mix][Bonus Track]      | Charlie Wilson, Lonnie Simmons, Ronnie Wilson, Rudy Taylor   | 7:28    |